# Overte Markierung
Overte Markierung bezeichnet in der Sprachwissenschaft eine durch ein Morphem sichtbare und segmentierbare Realisierung eines grammatischen Merkmals, meistens einer morphosyntaktischen Kategorie an einem Nomen oder Verb.

## Beispiel
Im Lateinischen ist am Nomen puell-a, 'Mädchen', durch die Endung -a overt das Merkmal Genus (nämlich Femininum) markiert. Das ist auch innerhalb einer einzigen Sprache nicht immer durchgehend der Fall: puer, 'Junge' trägt keine overte Markierung für das Genus Maskulinum. Dennoch ist, z. B. durch Hinzutreten eines Adjektivs klar, dass es sich um ein Maskulinum handelt: puer stult-us. Hier ist das Merkmal Genus also nicht overt realisiert, sondern dem Nomen inhärent oder covert.

## Generative Transformationsgrammatik
In der generativen Transformationsgrammatik wird der Begriff overt außerdem für an der Oberflächenstruktur auftretende syntaktische Bewegungen verwendet.